# Carlos Waiss
Carlos Waiss ( Buenos Aires, Argentina, 2 de octubre de 1909 – ibídem, 27 de agosto de 1966 ) que usó el seudónimo de Sos Taita fue un poeta y letrista dedicado al género del tango.

## Actividad profesional
Sus padres eran inmigrantes provenientes de Rusia y desde adolescente se acercó a la poesía popular, dentro de la cual fue influido por la obra de Dante A. Linyera, Celedonio Flores, Carlos de la Púa y, en especial, por la de Julián Centeya, para el que escribió un entusiasta panegírico.
Waiss escribió sobre el tango:
Llevo el tango en el alma porque es muy mío, 

por bravo, por compadre y sentimental, 

porque dice de amores, de hambre y de frío, 

porque muerde recuerdos y desafíos

como la flor shusheta muerde un ojal.

Su obra más personal se encuentra en la poesía provocativamente lunfardesca de los tangos Bandera baja, Bien pulenta,  Cartón junao y Chichipíay la milonga El raje. Otros tangos recordables son A mí me llaman Juan Tango, A suerte y verdad, Con alma de tango, Qué tarde que has venido, Soy del noventa, Un tango y nada más y Yo te canto Buenos Aires.
Weiss adaptó para que la cantara Hugo del Carril en el filme La cumparsita  dirigida por Antonio Momplet, la letra del tango El apache argentino que había hecho Arturo Mathon sobre la música de 1913 de Manuel Aróztegui.
Personaje de la noche porteña, simpático y afable, siempre con una sonrisa en sus noches de cabaré y de dados. Amigo de Juan D'Arienzo, Héctor Varela, el bandoneonista Alberto San Miguel, Antonio Arcieri, Julián Centeya y el excampeón de boxeo Oscar Sostaita. 
Realizó actividad gremial en  SADAIC, en la que tuvo un cargo durante la presidencia de César Vedani. Trabajó como presentador y glosista de la orquesta de Rodolfo Biagi en el local Dancing Ocean, ubicado en la zona del bajo de la ciudad de Buenos Aires.
En una charla con Néstor Pinsón, Armando Laborde, que fuera cantor en las orquestas de Héctor Varela y de Juan D’Arienzo, le contó sobre el seudónimo Sos Taita, que figuraba como autor en el tango Yuyo brujo junto al bandoneonista Benjamín García, un músico muy amigo de Héctor Varela, cuya mujer trabajaba en el cabaré Chantecler. Como tenía problemas económicos, Varela le dijo: «Te vamos a hacer un tango para que te ganes unos pesos. Lo vamos a registrar en SADAIC. Vos sabés que si lo toca y lo graba D'Arienzo vas a cobrar bien». Varela hizo la música y Carlos Waiss, la letra, pero buscó un seudónimo para no involucrar al equipo autoral los dos formaban con D'Arienzo, y así se le ocurrió Sos Taita. Que es simplemente el apellido de su amigo boxeador separado en dos.
Falleció en Buenos Aires el 27 de agosto de 1966.